# 疏花螺序草
疏花螺序草（学名：Spiradiclis laxiflora）为茜草科螺序草属下的一个种。

## 扩展阅读
維基物種上的相關：疏花螺序草